# Paracleonice bivittata
Paracleonice bivittata là một loài bọ cánh cứng trong họ Cerambycidae.